# Паасонен, Хейкки
Хе́йкки Па́асонен (фин. Heikki Paasonen) (2 января 1865, Санкт-Михель, Российская империя — 24 августа 1919, Гельсингфорс) — российский финский языковед, фольклорист и этнолог.

## Биография
Родился 2 января 1865 в Великом княжестве Финляндском. С 1893 доктор философии и доцент по кафедре финно-угроведения, с 1904 — профессор финно-угорского языкознания в Хельсинкском университете. С 1908 года действительный член Финляндской академии наук.
В 1889—1890 годах собирал полевой материал среди мокшан, в 1898—1902 годах среди эрзян, а также мари, татар-мишарей, хантов. Собирая материалы среди финно-угорских народов, интересовался и чувашским языком. В мордовских языках нашёл более 20 древних чувашских слов. По мнению учёного, эти слова вошли в мордовские языки до XIII века. Одним из стипендиатов от эрзян был Зорин, Игнатий Тимофеевич, поэт и сказитель, от него были записаны как древние эрзянские сказания, так и произведения собственного сочинения.
Как языковед исследовал общие вопросы родства уральских языков, связи финно-угорских и тюркских языков, истинное развитие звукового строя. В 1908 издал в Венгрии чувашско-венгеро-немецкий словарь (который в переводе на турецкий язык был издан в Стамбуле, в 1974 переиздан в Венгрии).

## Семья
Отец Аладара Паасонена (1898-1974), начальник службы разведки Сил обороны Финляндии.